# 麦谷祐介
麦谷 祐介（むぎたに ゆうすけ、2002年7月27日 - ）は、宮城県仙台市太白区出身のプロ野球選手（外野手）。右投左打。オリックス・バファローズ所属。

## 経歴

### プロ入り前
小学校2年生の時に東北楽天ゴールデンイーグルスのアカデミーで野球を始め、仙台市立袋原中学校在学時は楽天が下部組織として新たに創設したクラブチーム、東北楽天リトルシニアの1期生としてプレーした。
高崎健康福祉大学高崎高等学校に進学したが、部内暴力の被害を受け、「部に合わない」という理由で1年冬に中退し、大崎中央高等学校に転校した。高校時代は甲子園大会への出場はなかった。
高校卒業後は富士大学へ進学し、外野手のレギュラーに定着。3年時の2023年は全日本大学野球選手権大会、明治神宮野球大会の準決勝で青山学院大学と対戦。いずれも敗れたが、自身は同年のドラフト会議で1位指名された下村海翔、常廣羽也斗から本塁打を放った。
2024年10月25日、2024年度新人選手選択会議でオリックス・バファローズから1位指名を受けた。指名後の記者会見では 「少年少女や応援してくれるファンの皆さんに夢や感動を与えたいと思います」と語り、ルーキーイヤーの目標には開幕一軍を挙げた。11月26日、契約金9000万、年俸1500万円で入団に合意した（金額は推定）。背番号は8。担当スカウトは岡﨑大輔。

### オリックス時代
2025年、オープン戦で12試合出場、打率.261（23打数6安打）を記録し、開幕一軍入りを果たした。

## 人物
父親は、やり投の選手で高校1年から3年連続でインターハイに出場。八種競技でも高校2年時にインターハイ4位、3年時は国体3位。中央大学3年時にもやり投で関東インカレで3位に入ったことがある。

## 詳細情報

### 記録
初記録
- 初出場：2025年3月28日、対東北楽天ゴールデンイーグルス1回戦（京セラドーム大阪）、9回裏にエドワード・オリバレスの代走で出場
- 初先発出場：2025年4月3日、対千葉ロッテマリーンズ2回戦（ZOZOマリンスタジアム）、「9番・中堅手」で先発出場[11]
- 初打席：同上、2回表に高野脩汰から二ゴロ
- 初安打・初打点：同上、6回表に横山陸人から右越適時三塁打[12]
- 初盗塁：2025年4月12日、対東北楽天ゴールデンイーグルス5回戦（楽天モバイルパーク宮城）、2回表に二盗（投手：松井友飛、捕手：太田光）

### 背番号
- 8（2025年[8] - ）